# 若松連隊区
若松連隊区（わかまつれんたいく）は、大日本帝国陸軍の連隊区の一つ。1907年（明治40年）に設置され、福島県の一部地域の徴兵・召集等の兵事事務を取り扱った。1925年（大正14年）に廃止された。

## 沿革
日本陸軍の内地19個師団体制に対応するため陸軍管区表が改正（明治40年9月17日軍令陸第3号）され、1907年10月1日、若松連隊区を新設し第2師管第3旅管に属した。その管轄区域は陸軍管区表（明治40年軍令陸第3号）により次のとおり定められた。管轄区域は福島連隊区を分割して形成された。
- 福島県

若松市・安積郡・安達郡・北会津郡・耶麻郡・田村郡・石川郡・西白河郡・東白川郡・岩瀬郡・河沼郡・大沼郡・南会津郡
日本陸軍の第三次軍備整理に伴い陸軍管区表が改正（大正14年4月6日軍令陸第2号）され、1925年5月1日に若松連隊区は廃止された。旧管轄区域は全て福島連隊区に編入された。

## 司令官
- 新名幸太 歩兵中佐：1907年10月3日 - 1909年9月16日
- 庄司平三郎 歩兵中佐：1909年9月20日 - 1912年9月28日
- 貞松森太 歩兵中佐：1912年9月28日 - 1914年8月10日
- 福田彦助 歩兵中佐：1914年8月10日 - 1915年10月12日
- 稲垣清 歩兵中佐：1915年10月12日 - 1917年8月6日
- 中村四郎太 歩兵中佐：1917年8月6日 - 1921年7月20日[3]
- 成田釤蔵 歩兵中佐：1921年7月20日[3] - 1923年8月6日[4]
- 伊藤政之助 歩兵大佐：1923年8月6日[4] - 1925年5月1日[5]